# Pieczyska (powiat wałecki)
Pieczyska – wieś w Polsce położona w województwie zachodniopomorskim, w powiecie wałeckim, w gminie Człopa.
Wieś  szlachecka położona była w 1580 roku w powiecie poznańskim województwa poznańskiego. W latach 1975–1998 miejscowość położona była w województwie pilskim.